# António Teixeira Lopes
António Teixeira Lopes, nacido el 27 de octubre de 1866 en São Mamede de Ribatua (Alijó) y fallecido el 21 de junio de 1942, fue un escultor portugués. 

## Datos biográficos
Era hijo del también escultor José Joaquim Teixeira Lopes y de Raquel Pereira Meireles Teixeira Lopes, su hermano fue el arquitecto José Teixeira Lopes, colaborador suyo en muchos trabajos.

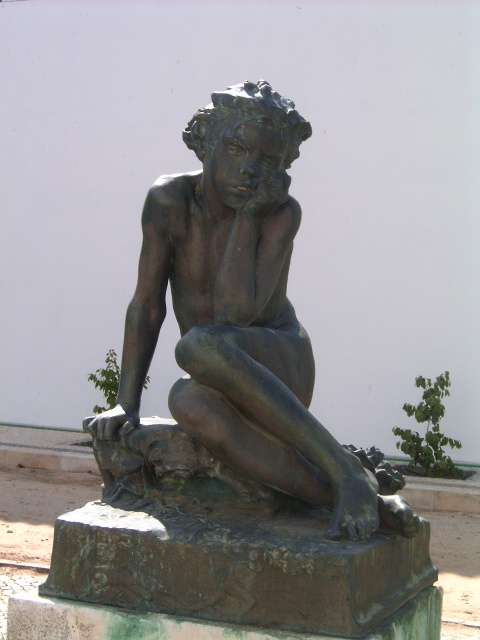
Escultura de bronce de José Joaquim Teixeira Lopes padre de António Teixeira Lopes.

Los primeros años de su vida transcurren en la oficina de su padre, lo que le hicieron un gran artista. En 1882 ingresó en la Academia de Bellas Artes, donde tuvo como profesores a António Soares dos Reis y al pintor Marques de Oliveira.
En el tercer año de su curso (1885) fue enviado a París para completar sus estudios. Ingresó en la École des Beaux-Arts, teniendo como orientadores a Gauthier y a Berthet, y donde obtuvo varios premios y menciones de honor. en los años siguientes continuó presentando sus obras en exposiciones, tanto en Portugal como en Francia .
En 1895, con un proyecto firmado por su hermano, procede a construir su estudio en la Rua do Marquês de Sá da Bandeira, en Vila Nova de Gaia, donde hoy se encuentra la Casa Museo Teixeira Lopes y donde se preserva una parte significativa de su obra. António Teixeira Lopes es el autor de las imponentes puertas de bronce de la Iglesia de la Candelaria, en la ciudad de Río de Janeiro, colocadas en 1901.
Fue profesor de la Escuela de Bellas Artes de Oporto, donde rigió, durante muchos años, la cátedra de escultura. Fue amigo de Mariano Benlliure.

## Obras
Retrató temas religiosos e históricos en barro, mármol y bronce. De entre la extensa obra de António Teixeira Lopes destacan :
- "A Infância de Caim" - La infancia de Caín Archivado el 26 de abril de 2009 en Wayback Machine. , 1890 Museo Nacional de Soares
- "A Viúva",
- "A História",
- "Baco" (Plaza de la República - Oporto)
- "A Estátua de Eça de Queiroz" (Plaza Barão da Quintela - Lisboa).

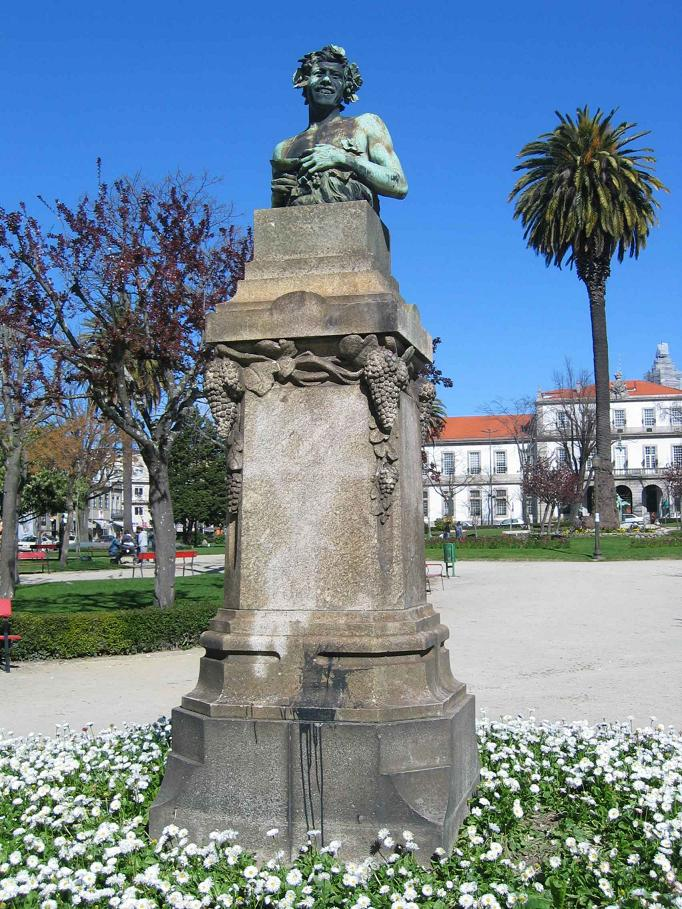
Monumento de Baco
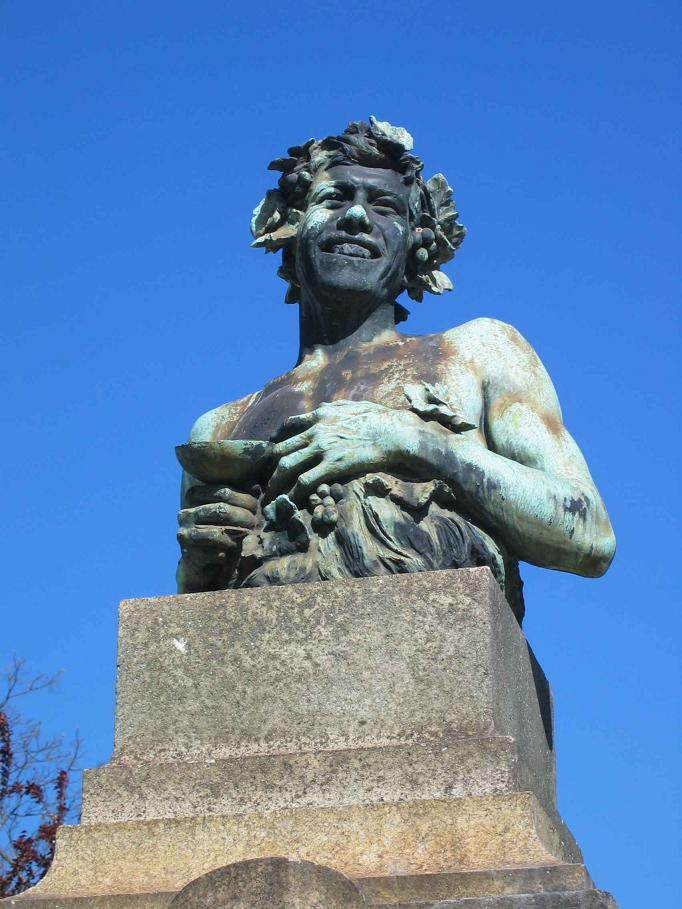
detalle del monumento de Baco
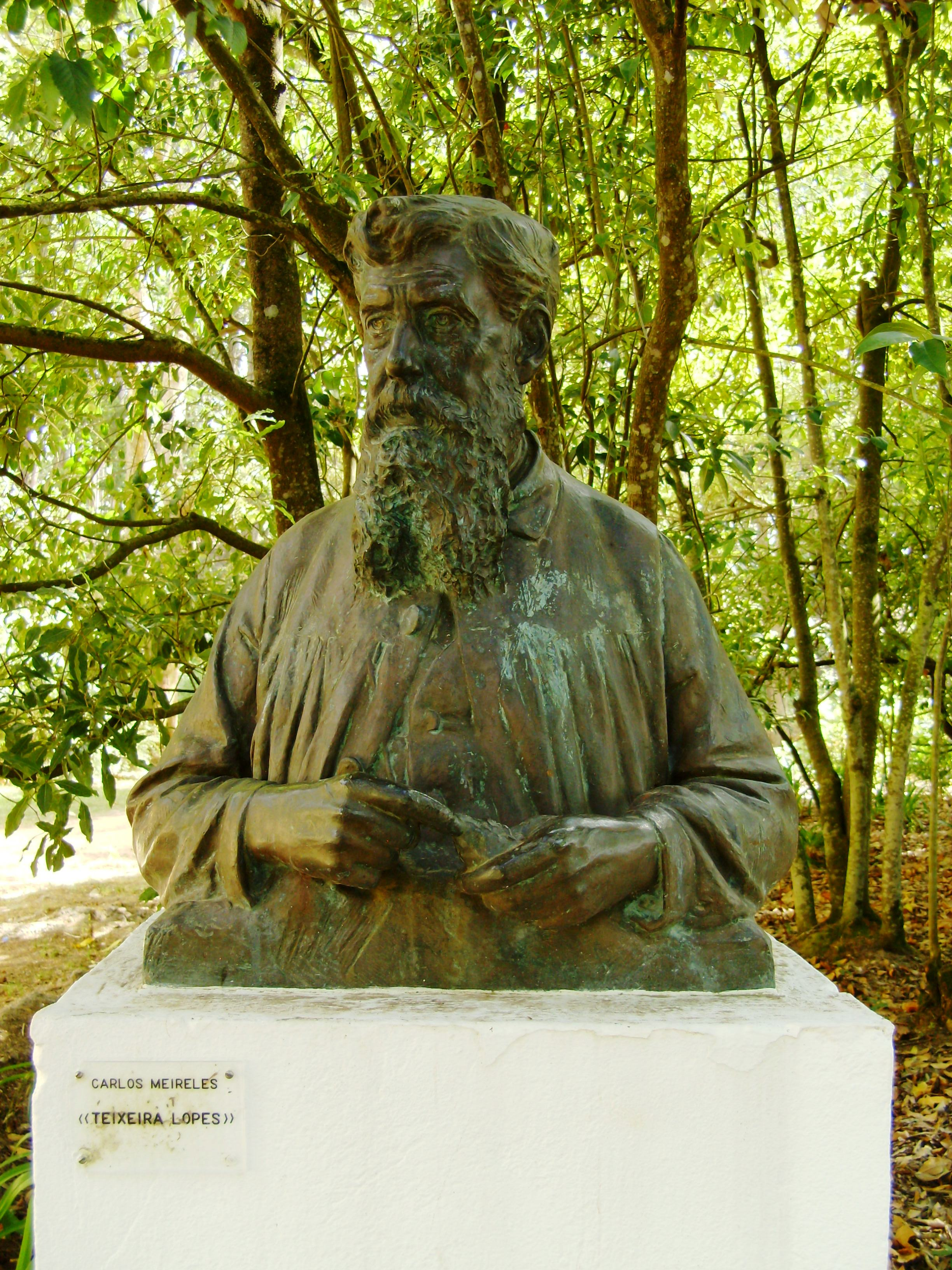
Parque D. Carlos I, Caldas da Rainha: busto en bronce de Carlos Meireles

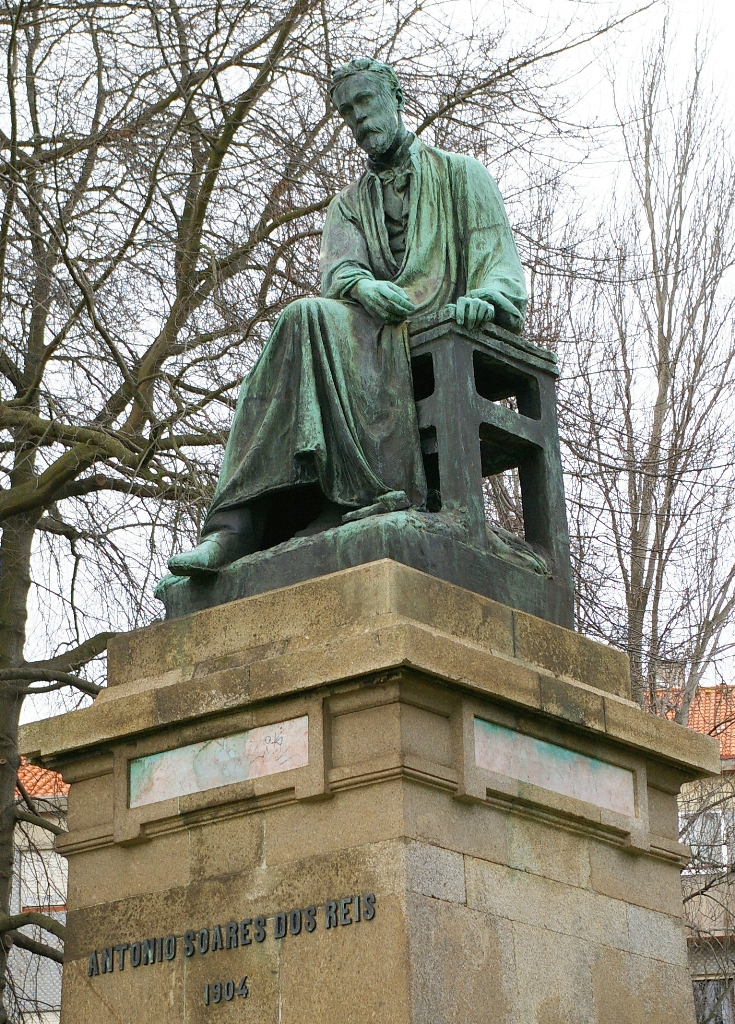
Monumento a António Soares dos Reis, Vila Nova de Gaia, Portugal.1906
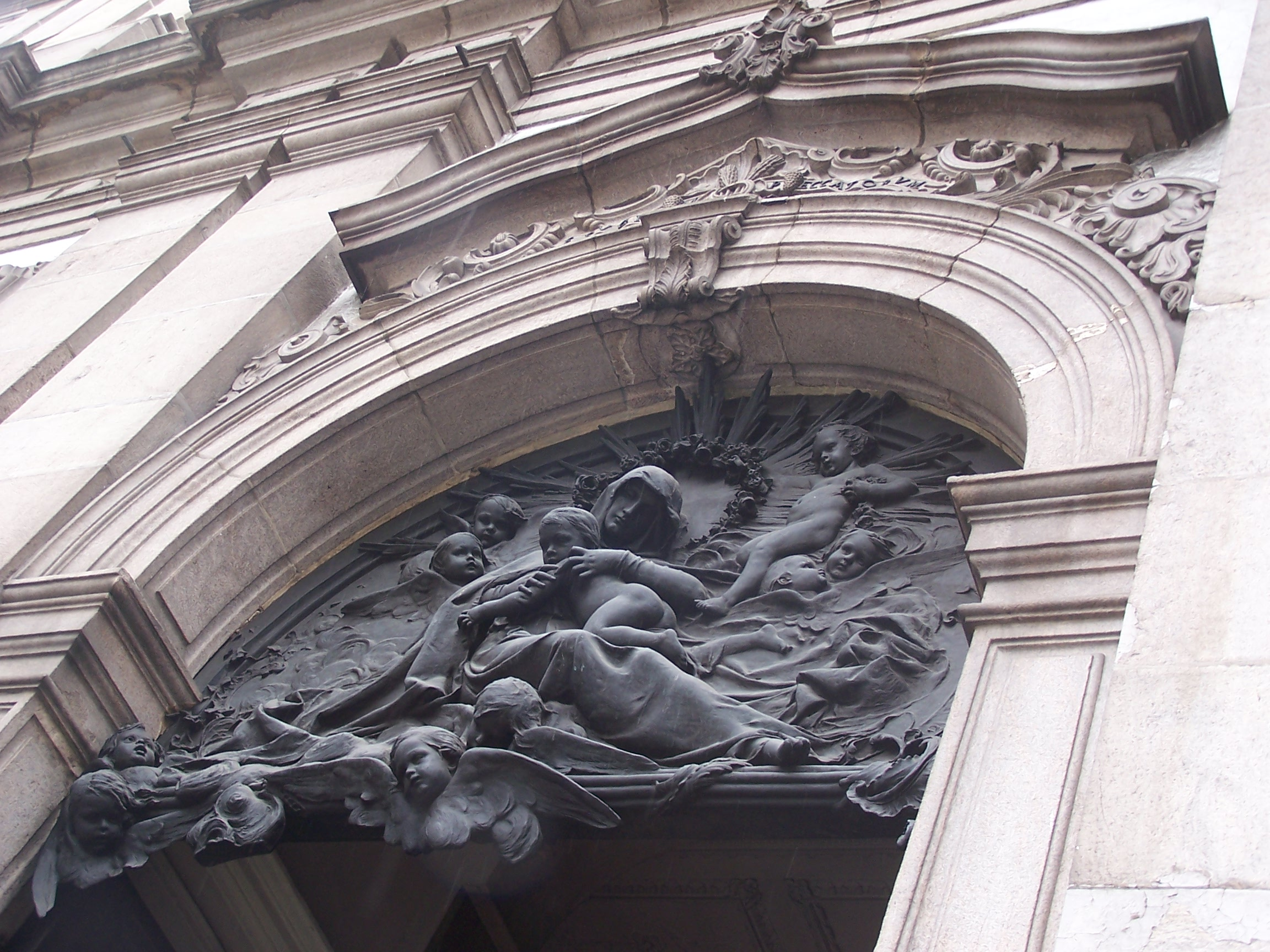
Tímpano de las puertas de bronce de la Iglesia de la Candelaria, en la ciudad de Río de Janeiro, colocadas en 1901
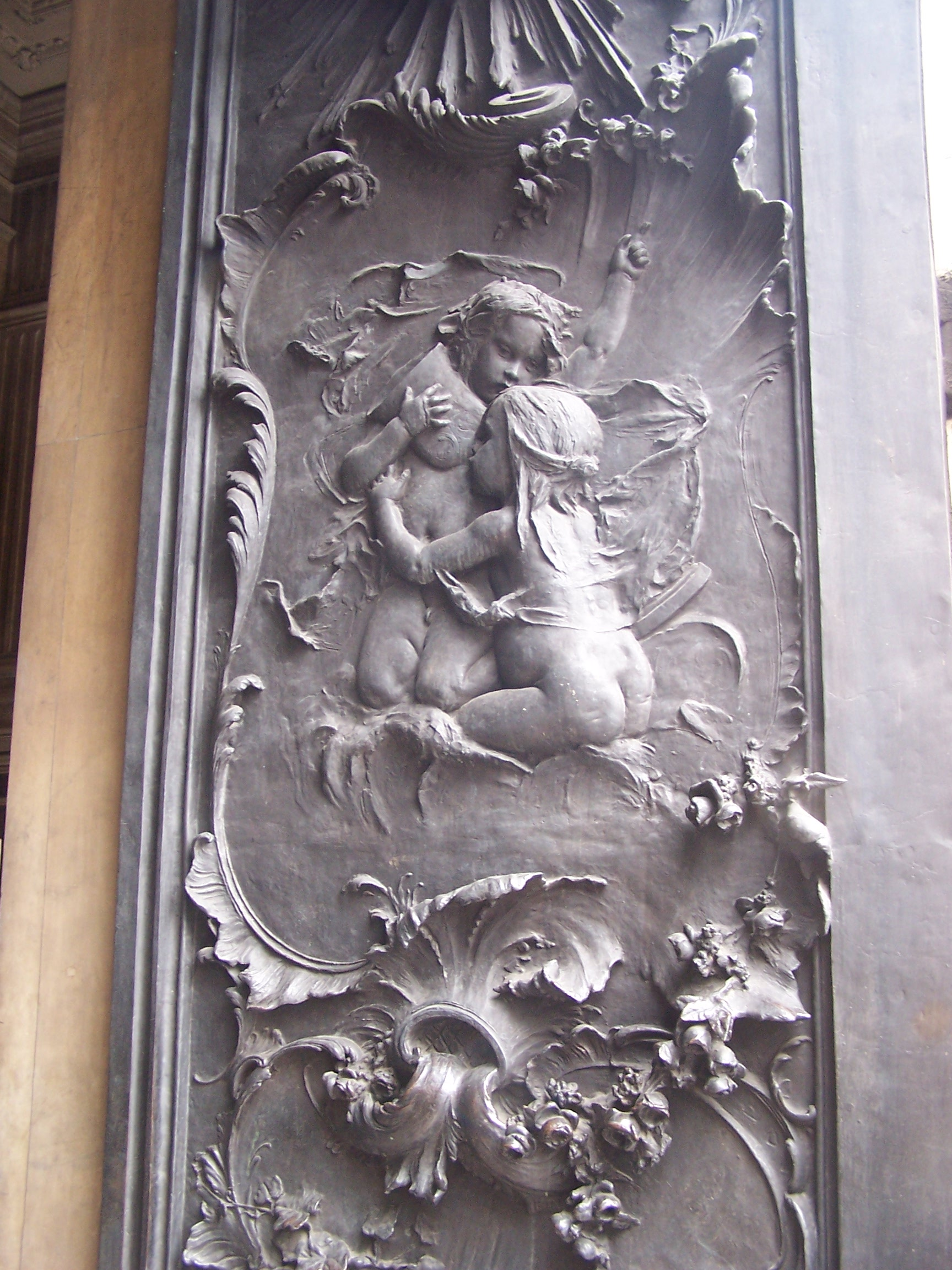
Una de las hojas de las puertas de bronce de la Iglesia de la Candelaria, en la ciudad de Río de Janeiro, colocadas en 1901

(pinchar sobre la imagen para agrandar) 